# Zvezditsa (distrikt i Varna)
Zvezditsa (bulgariska: Звездица) är ett distrikt i Bulgarien.   Det ligger i kommunen Obsjtina Varna och regionen Oblast Varna, i den östra delen av landet, 400 km öster om huvudstaden Sofia.
Omgivningarna runt Zvezditsa är en mosaik av jordbruksmark och naturlig växtlighet. Runt Zvezditsa är det mycket tätbefolkat, med 1 018 invånare per kvadratkilometer.